# Ященко, Владимир Ильич
Влади́мир Ильи́ч Я́щенко (12 января 1959, Запорожье — 30 ноября 1999, там же) — советский легкоатлет, прыгун в высоту, рекордсмен мира, чемпион Европы. Последний рекордсмен мира в прыжках в высоту перекидным способом (235 см). Заслуженный мастер спорта СССР (1978).

## Биография
Родился 12 января 1959 года в Запорожье (УССР) в простой советской семье, не имевшей непосредственного отношения к большому спорту.
Ященко начал заниматься прыжками в высоту достаточно поздно, в возрасте 12 лет у А. Ф. Кудинова, а через два года — в секции лёгкой атлетики, где его тренером стал Василий Иванович Телегин. В возрасте 15 лет Ященко преодолел 203 см.
В 1976 году Владимир Ященко установил мировой рекорд для юниоров — 222 см, побив рекорд Валерия Брумеля.
Рост Владимира Ященко в 26 лет был 192 см, вес — 83 кг.
2 июля 1977 года, во время матча по лёгкой атлетике среди юниоров между командами США и СССР, который проводился в Ричмонде (штат Виргиния), Ященко установил подряд три рекорда: сначала — новый мировой рекорд для юниоров — 227 см, затем рекорд Европы — 231 см и затем мировой рекорд — 233 см. Ященко на один сантиметр улучшил рекорд американца Дуайта Стоунза, который в 1976 году перелетел 232 см.
В 1977 году в Донецке Ященко стал чемпионом Европы среди юниоров, показав результат 230 см.
В 1977 году Владимир был назван ведущими спортивными обозревателями «лучшим спортсменом года»
12 марта 1978 года на чемпионате Европы в помещении, который проходил в Милане, Владимир Ященко установил мировой рекорд по прыжкам в высоту для залов — 235 см. Ященко стал чемпионом Европы, опередив прыгуна из ГДР Рольфа Бальшмидта, который преодолел 229 см. За установленные рекорды Владимир получает «Каравеллу Колумба» — итальянскую награду лучшему спортсмену.
И Владимир Ященко, и Рольф Бальшмидт прыгали перекидным способом. Это был последний значительный международный успех прыгунов, которые прыгали перекидным способом, перед прыгунами, использующими фосбери-флоп.
16 июня 1978 года в Тбилиси, также во время соревнований по лёгкой атлетике на призы газеты «Правда», Ященко улучшил свой же мировой рекорд, преодолев планку на высоте 234 см. На чемпионате Европы 1978 года в Праге Ященко победил с результатом 230 см.
Согласно рейтингу «Спортивной газеты» за 1978 год Ященко был назван среди 10 лучших атлетов Украины.
В начале 1979 года Ященко с результатом 226 см победил на чемпионате Европы в зале, который проходил в Вене. Через две недели Ященко преодолел 229 см.

Тренер сборной СССР Владимир Дьячков рассказывал:
«Это был талантище милостью Божьей. Гений, чистый гений. Технически Володя всегда хромал. Но природа так его одарила, что даже при видимых погрешностях он вытворял невероятные вещи. По сути, взлетал где-то на 2,50 м, но из-за технических ошибок брал меньше, чем на самом деле мог. А сколько он мог — одному Богу известно»
В Каунасе при подготовке к Кубку мира в Токио Владимир порвал связки колена. В августе 1979 года в ЦИТО Зоей Мироновой было прооперировано колено толчковой ноги Ященко. Затем последовала серия операций в СССР и за рубежом. Однако Ященко уже не смог достичь своего прежнего уровня в прыжках. В 1983 году он смог прыгнуть только на 210 см, и после этого перестал заниматься спортом. В 1983 году Международная федерация лёгкой атлетики вручила Владимиру медаль за выдающиеся спортивные достижения.
Вскоре Ященко призвали в армию, он служил в спортроте Одесского военного округа, в составе команды участвовал в своих последних официальных соревнованиях — чемпионате армейских команд в Москве.
После демобилизации вернулся в Запорожье и работал в местной ДЮСШ. Бывший чемпион и рекордсмен впал в затяжную глубокую депрессию, жизнь казалась ему пустой и бессмысленной.
В последние годы жизни злоупотреблял алкоголем. Был доставлен в реанимационное отделение 9-й городской больницы Запорожья с диагнозом «посталкогольная кома». Усилия врачей оказались тщетными: не приходя в сознание, Владимир Ященко скончался 30 ноября 1999 года в возрасте 40 лет.
Похоронен в Запорожье на Капустяном кладбище.

## Память
В 2010 году в издательстве «Дикое поле» тиражом 1000 экз. вышла книга «Сектор высоты» о Владимире Ященко, написанная другом спортсмена Игорем Тимохиным. Иллюстрирована книга художником Анатолием Кондаковым, а помощь в издании книги оказали издательство «Дикое поле», гендиректор корпорации «Керамист» Дмитрий Зусманович.
На Украине в Запорожье проводится спортивный  Мемориал им. Владимира Ященко. В 2015 году мемориал прошёл в 16-й раз. 
27 июня 2018 года в Запорожье на фасаде здания Дворца спорта «ZTR» установлена мемориальная доска памяти советского легкоатлета-прыгуна — Владимира Ильича Ященко. 